# 廣播電視大廈
25°02′19″N 121°32′10″E / 25.03864°N 121.53620°E
廣播電視大廈是一棟曾經存在於台灣台北市大安區仁愛路三段的大樓，位於仁愛路與建國南路口，曾經是中國廣播公司（中廣）與中國電視公司（中視）的聯合總部，是台灣第一棟專供廣播電視事業使用的大樓，1970年11月4日完工，1971年2月16日啟用，已於2000年代被拆除改建為宏盛帝寶。

1972年廣播電視大廈右側照片

## 歷史
1969年1月，日本放送協會（NHK）常務董事兼總工程師野村達治與五位專家細川良治、前川溫三、麻宋善、白築石、大久保志明皆以私人身分應邀到台灣輔導中視的籌備工作，中視節目部、工程部一併受訓；1969年1月26日，此六人飛抵台北松山機場；1969年1月28日17時30分，中視董事長鳳翔與中廣總經理兼中視總經理黎世芬在台北市自由之家舉行酒會，歡迎此六人抵台；黎世芬在酒會中向新聞界表示，廣播電視大廈預定於1969年2月下旬動工、1969年8月前完成播映設備、1969年10月中視準時開播，開播後將播彩色電視節目以適應時代潮流。
1969年3月5日，廣播電視大廈動土奠基，中國國民黨中央委員會財務委員會主任委員徐柏園、中國國民黨中央委員會第四組主任陳裕清共同主持動土，中廣董事長梁寒操、中視董事長谷鳳翔共同奠基，現場展示外觀想像圖。廣播電視大廈是由建築師祖海設計與監造，「建業營造廠無限公司」承建，「華東水電公司」承攬水電工程，「開立工程股份有限公司」承攬空調工程，第一期工程包括一層地下室、三層地上辦公室與數十呎高的播映室，播映室主要範圍包括攝影棚、發音室、化粧室等。1969年6月14日，該大樓興工。1970年9月1日，中視完成該大樓的攝影棚、主控室、副控室及各項設備之裝置，並正式遷入該大樓辦公。1970年10月18日，該大樓第二攝影棚首先啟用，製作2部連續劇，同時裝設主控設備。1970年11月4日，該大樓完工。
1971年2月16日9時整，廣播電視大廈落成啟用典禮，中華民國副總統嚴家淦致詞後親自按鈕啟用，中視同時播出一個晨間彩色歌舞特別節目慶祝落成啟用；在同時舉辦的慶祝茶會中，黎世芬分別致贈沈祖海、建業營造廠總經理周敬熙、華東水電董事長周水章與開立工程董事長葉曾望各一座古銅色紀念鼎。在谷鳳翔與黎世芬引導下，嚴家淦、總統府秘書長張群等各界人士參觀中視與中廣各部門。
為慶祝廣播電視大廈落成啟用，中視大樂隊指揮林家慶創作一首4/4拍C調進行曲式的國語歌曲〈歌廣播電視大廈〉，黎世芬作詞，在24小時內完成作曲及錄音。

《廣播電視大廈落成紀念》封套正面

中視與中廣曾經聯合委託海山唱片發行黑膠唱片《廣播電視大廈落成紀念》，作為廣播電視大廈落成紀念贈品。《廣播電視大廈落成紀念》曲目如下：
|       | 曲目 | 歌名                    | 附註                             | 作詞   | 作曲           | 主唱         |
| ----- | ---- | ----------------------- | -------------------------------- | ------ | -------------- | ------------ |
| 第 一 | 1    | 晶晶                    | 中視國語連續劇《晶晶》主題曲     | 文奎   | 古月（左宏元） | 鄧麗君       |
| 第 一 | 2    | 寂寞的旅途              | 中視國語連續劇《情旅》插曲       | 姜龍昭 | 古月           | 劉家昌       |
| 第 一 | 3    | 姊妹花                  | 中視閩南語連續劇《姊妹花》主題曲 | 鍾雁   | 李林           | 尤雅、李雅芳 |
| 第 一 | 4    | 舊情綿綿                | 1962年台語電影《舊情綿綿》主題曲 | 葉俊麟 | 洪一峰         | 郭金發       |
| 第 一 | 5    | 愛的花園                |                                  | 倪慧昌 | 倪慧昌         | 張瑠瓊       |
| 第 一 | 6    | All Kinds of Everything |                                  |        |                | 黃曉寧       |
| 第 二 | 1    | 星星莫嘆息              |                                  |        |                | 黃蜀娟       |
| 第 二 | 2    | 仙遇                    |                                  |        |                | 洪惠         |
| 第 二 | 3    | 梅花夢                  |                                  | 張韓   | 梅翁           | 張美雲       |
| 第 二 | 4    | 夢裡尋美人              |                                  |        |                | 黃淑芬       |
| 第 二 | 5    | 沙漠馳情                |                                  | 新芒   | 馬鼎           | 鄭秀英       |
| 第 二 | 6    | Pretty Rainbow          |                                  |        |                | 陶大偉       |

1973年，中視在廣播電視大廈附近增建第六攝影棚。1979年，《中國電視周刊》第525期，封面是甄秀珍站在廣播電視大廈左前方。1979年10月31日10時整至11時30分，中視在廣播電視大廈第一攝影棚舉辦開播十週年紀念茶會。
1984年7月31日20時40分，廣播電視大廈二樓司機休息室發生火災，消防大隊初步判定起火原因是未熄滅的香菸點燃沙發所引起，無人受傷，影響不大；當時正在錄影的閩南語連續劇《夜市生意人》與益智節目《大家一起來》，皆因火災而暫停錄影。
1986年9月9日，中視各單位搬遷至中國電視大廈。1986年10月12日夜間收播之後，中視員工隨即由廣播電視大廈搬來部分必要之播出用設備，完成中國電視大廈主控室播出作業所必需之完整系統。1986年10月13日，中視正式在中國電視大廈播出各節目。
1990年3月12日，中華電視公司（華視）籌備中的綜藝節目《晚上10點》（開播時定名《今晚有約》，為深夜訪談節目，張小燕主持）決定租用廣播電視大廈第二攝影棚錄影，這是華視第一個不使用華視攝影棚的綜藝節目，也是台灣第一個因電視台攝影棚數量不敷使用而租用其他攝影棚錄影的綜藝節目。
1990年代，中廣也搬離廣播電視大廈，但總部仍在台北市仁愛路；中廣總部直到2000年1月才遷往台北市中山區松江路中廣松江大樓。
中視與中廣相繼搬離廣播電視大廈之後，由於中國國民黨中央委員會大樓於1994年4月拆除改建，中國國民黨中央委員會向中廣租借廣播電視大廈至1998年9月30日止。1994年4月1日至4月5日，中國國民黨中央委員會各單位陸續搬進廣播電視大廈。1998年10月1日，中國國民黨中央常務委員會（中常會）最後一次在廣播電視大廈舉行會議。
1999年10月，三重幫宏泰集團成員公司宏盛建設以新台幣90億元買下廣播電視大廈土地。
1999年11月27日，中國國民黨2000年中華民國總統選舉總統候選人連戰全國競選總部主任委員王金平說，雖然依中廣與宏泰建設（宏泰集團的核心公司）簽訂的買賣合約，中廣必須於1999年12月31日前完成廣播電視大廈土地的地上物清除工作，但是連戰全國競選總部於2000年1月遷入廣播電視大廈的決定不變，中廣、宏泰建設與連戰全國競選總部已有共識，三方同意彈性處理，不可能發生「連戰全國競選總部還沒遷入，廣播電視大廈已先遭拆除」、「中廣借樓給連戰全國競選總部，自己苦哈哈賠償違約金」等狀況。
2000年1月，連戰全國競選總部遷入廣播電視大廈。2000年1月10日，民主進步黨總統候選人陳水扁全國競選總部選戰指揮中心副總幹事李逸洋指控，廣播電視大廈土地係接收自台灣放送協會，面積6,000坪，市價在新台幣120億至150億元之間，中國國民黨卻以新台幣88億元賤賣以規避人民索討。
2001年，宏盛建設開始推出宏盛帝寶的預售案，委託「東北工程有限公司」拆除廣播電視大廈，同時投資新台幣70億元動工興建宏盛帝寶。2005年底，宏盛帝寶完工。
2014年9月2日，前中國國民黨投資事業管理委員會主任委員劉泰英說，中國國民黨出售廣播電視大廈土地時正好是1997年亞洲金融風暴，土地市價大跌，銀行持有的不良債權一大堆，當時每坪土地的市價其實很好查，「有沒有賤賣，一查就知道」；他說，宏泰建設董事長林堉璘買了廣播電視大廈土地後，放了好幾年沒動作，當年利息很高，利滾利其實也是不小的財務負擔，「後來蓋了帝寶，林堉璘有沒有賺錢？當然有，但他賺到的就是手中握有的3戶帝寶保留戶。林賣帝寶時，北市精華區土地市價不像現在這麼貴，據我側面了解：他賣帝寶，每坪售價大約是80幾萬（元），但現在每坪市價已經暴漲到200多萬（元）；所以是當年買下帝寶的人賺到錢，而不是林堉璘賺錢。林堉璘後來雖出清手中3戶帝寶保留戶，但我替他算算，也應該是與建築銷售成本打平。外界聽國民黨賣中廣、宏盛買下蓋帝寶，總是罵罵罵；但罵也要罵得有道理，起碼應該在當年時空背景下討論。」他還說，當時中國國民黨急著在房市不好時出售廣播電視大廈土地，是因為政治局勢的考量，儘管當時國民黨選舉開銷要用錢也是原因，但最重要的是擔心「萬一民進黨執政，屆時再賣，可能就賣不出去了」；畢竟國民黨接收廣播電視大廈土地有特殊考量，主因在於當時很多人說很快就會反攻大陸，政府不願接收該地，才由國民黨出面接管；「檢察官後來因我賣帝寶，一直追查是否賤價出售，天天找麻煩；但國民黨後來還陸續出脫多筆黨產，好像都沒有看到有人去追是否賤價出售。」
2014年10月4日上午，新黨五位臺北市議員及新北市議員參選人林明正、楊世光、王炳忠、張宸浩、蔡明璋在《自由時報》總部大樓前舉行「另類巢運」聲援巢運，抗議三重幫利用良好政商關係炒房炒地皮導致高房價。林明正說，房價問題關鍵在於炒房，1999年國民黨處理黨產時將廣播電視大廈土地賣給宏泰建設，宏泰建設董事長是三重幫的林堉璘，才有了宏盛帝寶，揭開十多年來炒地炒房與房價高漲的序幕。
2016年12月14日，中國國民黨行政管理委員會主任委員邱大展出示1999年9月中央投資公司（中投）以專案方式議價出售廣播電視大廈土地予宏盛建設的公文，並引用《政黨及其附隨組織不當取得財產處理條例》（《黨產條例》）第6條，強調：如果當年中廣土地被賤賣，不當黨產處理委員會（黨產會）應該依《黨產條例》向宏盛建設追償，否則就是瀆職。邱大展說，當年有新台幣2億9,000萬元利得流向前中華民國總統兼中國國民黨主席李登輝的台灣綜合研究院（台綜院），台綜院是國民黨用中廣的錢成立的組織；黨產會不應該選擇性辦案，碰到李登輝與劉泰英就閃過。中國國民黨文化傳播委員會副主任委員胡文琦則說，法院已判決國民黨取得日本政府在台資產並無違法，黨產會卻一再擠牙膏式的選擇性解讀案件，國民黨深表不以為然。
2016年12月16日，中廣董事長趙少康說，由於中廣在中國抗日戰爭時負責廣播業務所費不貲，戰後國防最高委員會核定將廣播電視大廈土地撥給中廣抵償，並非無償取得；廣播電視大廈土地是李登輝任職國民黨主席期間由劉泰英主導，依照當年度之鑑價結果，以新台幣88億元出售予中投，其中新台幣21億元需繳納土地增值稅，剩餘新台幣67億元多由劉泰英主導進行相關投資，並非中廣自主；如果黨產會認為廣播電視大廈土地是「不當取得財產」，不應向早已民營化並曾上櫃的中廣追討所得利益，否則將嚴重損害中廣七百多名股東之權利。
2018年8月2日，TVBS新聞獨家披露1999年9月28日劉泰英上呈李登輝的國民黨內部公文，主旨為「中央投資公司擬以專案方式議價出售『中廣仁愛路土地』予宏盛建設公司」，載明宏盛建設承購廣播電視大廈土地之價金為新台幣90億元、第一期款在簽約日支付新台幣10億元，李登輝簽名批示「可」。據1999年參與廣播電視大廈土地交易的經理人爆料，當時廣播電視大廈土地鑑價新台幣上百億元，最後高層卻趕著以新台幣90億元賤賣給宏盛建設，讓他在簽約會場拒絕簽署這份不合理的合約；僵持過程中，林堉璘進入會場協調，林堉璘強調這項交易「與李登輝已談妥，請大家不用多談」，既然「最高層」已談定，經理人不得不當場簽約。

## 結構
廣播電視大廈是中廣耗資新台幣六千多萬元興建的大樓，門牌號碼為台北市仁愛路三段53號，啟用時是當時仁愛路唯一高十層樓以上的大樓，與當時鄰近的中廣總部共用同一個門牌號碼。廣播電視大廈地上高度65公尺，地下室與地基深度合計42公尺，佔地一千多坪，共有地上十層、地下一層，總建築坪數四千多坪，內有一間三層樓高的大型播映室、二間二層樓高的中型播映室、一間新聞專用播映室、一間可容納一千餘人的大錄音室、數間會議室、一間可容納96人同時使用的化妝室、一間可容納24人同時使用的更衣室、數間臨時更衣室。各層樓皆裝設火災自動警報設備。容易發生意外的部門（例如播映室），牆壁皆採用玻璃纖維塗料，可以防火、隔熱、隔音。地下室主要設備有配電室、高壓室與二台美國卜瑞爾中央空調系統，次要設備有表演廳、餐廳、理髮廳、美容廳、醫務室、警衛室等。二台中央空調系統中，一部是397噸，另一部是160噸。

廣播電視大廈大門的立體壁畫

中視向中廣租用一樓至五樓，每年的租金是新台幣六千萬元左右；六樓以上，是由中廣自行使用；剩餘的空間，則由中廣租給各機關團體，作為辦公場地。大門上方釘掛「廣播電視大廈」鑄字招牌，採用嚴家淦題字。大門有一幅立體壁畫，以《易經》「天行健，君子自強不息」為設計主旨：壁畫上的「鋼」象徵「力」，兩個圓體象徵宇宙間的能源，直線象徵速度，壁畫整體象徵動與靜的配合；光彩表示變化，每一秒鐘都由電子傳播到宇宙每一角落；宇宙的潛能是無限大的，不僅創造萬物，更主掌宇宙。
啟用時情形：中視使用一至五樓，中廣使用六樓以上
一進大門，就是觀眾大廳。觀眾大廳牆壁貼琥珀色伊朗玉石，地面鋪墨綠色大理石。一樓有四座播映室：大型播映室一座，約一百餘坪，高三層樓；中型播映室二座，高二層樓；小型播映室一座，約四十餘坪，高二層樓。一樓有一間化妝室，共有8排化妝台，每排各有6個化妝台，可供96人同時使用。一樓有一間更衣室，分為24個更衣間，另設24個服裝箱，可供24人同時使用。一樓有一間室內停車場，停放轉播車。一樓有三部奧的斯電梯公司快速電梯可直達十樓，每部電梯可容納16人。一樓其他設施有佈景室、放映室、演員大廳等。部分與外界關係較多的業務單位，辦公室設在一樓。
二樓設有一間主控室、三間副控室、一間錄影室、三間燈光調整室、三間報告室、一間影片放映室、一間修護室、一間佈置室、一間參觀室，參觀室的用途是供貴賓觀賞現場節目。工程部各單位的辦公室均設於二樓。三樓以新聞部與節目部各單位為主，有四間新聞專用播映室兼辦公室，也有唱片室、影片室、聲帶保管室、影片剪接室、錄音室、沖片室、傳真室與預演室。四樓有中型會議室與圖書室，而中視主管辦公室與董監事室也設在四樓。五樓以行政部各單位為主，中視國劇社、研究發展室與中國電視週刊社均設在五樓。六樓以上供中廣使用，七至九樓供與中廣有關的各單位使用。十樓有一間可供一千人使用的大發音室，可利用此發音室向國內外播出現場節目。頂樓有陽台、電梯機械室、微波載波室、調頻廣播室等。

## 軼事
- 1972年8月9日，《聯合報》報導，中視地下室的餐廳，最近不論冷熱咖啡，一律用小湯碗盛給顧客；原來，該餐廳的咖啡杯統統被顧客帶回家當作紀念品。[37]
- 1982年9月18日中視播出的鳳飛飛電視專輯《湄南遊記：鳳飛飛泰國專輯》中，曾出現廣播電視大廈大門、大廳櫃檯、化妝室及第一攝影棚畫面。[38]
- 1985年中視八點檔連續劇《牽情》第8集與第10集中，男主角之一「方哲續」（張佩華飾）留學歸國後擔任中視新聞主播（第11集中有他在攝影棚內報新聞的畫面），女主角「狄見歡」（宋岡陵飾）曾經開車到廣播電視大廈大門等他走出來（第8集的畫面是晚上，第10集的畫面是白天）。[39]